# الویک، لکساند
الویک، لکساند (به سوئدی: Alvik, Leksand) یک سکونتگاه مسکونی در سوئد است که در Leksand Municipality واقع شده‌است.

## خصوصیات
الویک ۰٫۸۸ کیلومترمربع مساحت و ۲۲۷ نفر جمعیت دارد.